# Succinate-CoA ligase (formant de l'ADP)
Cet article court présente un sujet plus développé dans : succinyl-CoA synthéase.
La succinyl-CoA synthétase formant de l'ADP (A-SCS), également appelée succinate thiokinase et succinate-CoA ligase, est une ligase qui catalyse la réaction :
|              | + ADP + Pi {\displaystyle \rightleftharpoons } ATP + CoA + |           |
| Succinyl-CoA |                                                            | Succinate |

Cette enzyme de la matrice mitochondriale des eucaryotes catalyse la seule phosphorylation au niveau du substrat du cycle de Krebs. Elle réalise le couplage d'une réaction exergonique, l'hydrolyse de la Succinyl-CoA en succinate, avec la phosphorylation de l'ADP en ATP, qui est une réaction endergonique. La variation d'enthalpie libre standard résultante de cette réaction vaut ΔG°’ = −3,4 kJ·mol-1.
Il existe une autre isoforme de la succinyl-CoA synthétase, fonctionnant avec le GDP plutôt qu'avec l'ADP : la succinate-CoA ligase formant du GDP (G-SCS, EC 6.2.1.4). On a pu montrer que, chez les mammifères, les tissus intervenant essentiellement dans l'anabolisme, tels que le foie et les reins, tendent plutôt à exprimer la G-SCS, tandis que les tissus intervenant essentiellement dans le catabolisme, tels que le cerveau, le cœur et les muscles, tendent plutôt à exprimer l'A-SCS.